# Henrietta Stewart
Henrietta Stewart, död 1642, var en skotsk hovfunktionär. 
Hon var dotter till Esmé Stewart, 1:e hertig av Lennox och Catherine de Balsac och gifte sig 1581 med George Gordon, 1:e markis av Huntly. Hon blev från 1590-talet en nära vän och förtrogen till Skottlands drottning Anna av Danmark.  Deras vänskap var kontroversiell, då Henrietta Stewart var känd som hängiven katolik, vilket utsatte Anna för kritik från kyrkan. Det har spekulerats att Henrietta spelade en viktig roll för Annas hemliga konvertering till katolicismen.